# Crasville-la-Mallet
Crasville-la-Mallet is een gemeente in het Franse departement Seine-Maritime (regio Normandië) en telt 164 inwoners (2011). De plaats maakt deel uit van het arrondissement Dieppe.

## Geografie
De oppervlakte van Crasville-la-Mallet bedraagt 3,2 km², de bevolkingsdichtheid is 51,3 inwoners per km².
De onderstaande kaart toont de ligging van Crasville-la-Mallet met de belangrijkste infrastructuur en aangrenzende gemeenten.

## Demografie
Onderstaande figuur toont het verloop van het inwonertal (bron: INSEE-tellingen).